# I-64
I-64 (Interstate 64) — межштатная автомагистраль в Соединённых Штатах Америки, длиной 953,74 мили (1534,9 км). Западный конец трассы располагается в городе Уэнтцвилл (штат Миссури), восточный — на пересечении с I-264 и I-664 в Виргинии. Проходит по территории шести штатов.
| Штат  | миль   | км     |
| ----- | ------ | ------ |
| MO    | 30,72  | 49,44  |
| IL    | 128,12 | 206,19 |
| IN    | 123,33 | 198,48 |
| KY    | 185,2  | 298,05 |
| WV    | 188,75 | 303,76 |
| VA    | 297,62 | 478,97 |
| Всего | 953,74 | 1534,9 |

## Основные пересечения
- I-270, Сент-Луис
- I-170, Сент-Луис
- I-55 / I-70, Сент-Луис—Ист-Сент-Луис
- I-57, Маунт-Вернон
- US 41, Гаубстадт
- I-69 / I-164 / SR 57, Эвансвилл
- US 231, Дэйл
- I-265, Нью-Олбани
- I-65 / I-71, Луисвилл
- I-264, Луисвилл
- I-265, Луисвилл
- I-75, Лексингтон
- I-77, Чарлстон—Бекли
- I-81, Лексингтон—Стэнтон
- I-195, Ричмонд
- I-95, Ричмонд
- I-264, Норфолк